# Oliver Prost
Oliver Prost (* 1967 in Bad Lauterberg im Harz) ist ein Brigadegeneral der Luftwaffe der Bundeswehr und seit Oktober 2023 Unterabteilungsleiter Militärstrategie, Einsatz und Operationen I im Bundesministerium der Verteidigung in Berlin.

## Leben
Prost absolvierte nach dem Abitur eine Berufsausbildung zum Industriekaufmann und arbeite ein Jahr in diesem Beruf. Anschließend trat er in die Bundeswehr in die Laufbahn der Unteroffiziere ein. Später wechselte er in die Laufbahn der Offiziere des Truppendienstes.
Er ist Diplom-Betriebswirt. Vom 17. September 2009 bis zum 19. Oktober 2011 war er Bataillonskommandeur des Bataillons Elektronische Kampfführung 912 in der Clausewitz-Kaserne in Nienburg/Weser.
Im Oktober 2023 wurde er, zuvor am Standort Berlin eingesetzt, als Oberst i. G., Unterabteilungsleiter Strategie und Einsatz I im Bundesministerium der Verteidigung im Bendlerblock in Berlin und später auf diesem Dienstposten zum Brigadegeneral ernannt. Zum 1. Februar 2024 wurde die Unterabteilung in Militärstrategie, Einsatz und Operationen I umbenannt.
Am 5. Januar 2024 war er Teil des Ehrengeleits für den ehemaligen Bundestagspräsidenten Wolfgang Schäuble in Offenburg.
Prost ist stellvertretender Vorsitzender des Beirates des Studiengangs Master of Intelligence and Security Studies.

## Privates
Im November 2021 wurde Prost in den Vorstand des Tennisclubs Heiligensee gewählt.